# Alan (Haute-Garonne)
Pour les articles homonymes, voir Alan.
Alan (également Alan en occitan) est une commune française située dans l'ouest du département de la Haute-Garonne en région Occitanie. Sur le plan historique et culturel, la commune fait partie du pays de Comminges, correspondant à l’ancien comté de Comminges, circonscription de la province de Gascogne située sur les départements actuels du Gers, de la Haute-Garonne, des Hautes-Pyrénées et de l'Ariège.
Exposée à un climat océanique altéré, elle est drainée par la Louge, le Bernès et par divers autres petits cours d'eau. La commune possède un patrimoine naturel remarquable composé de deux zones naturelles d'intérêt écologique, faunistique et floristique.
Alan est une commune rurale qui compte 289 habitants en 2022, après avoir connu un pic de population de 1 161 habitants en 1846. Ses habitants sont appelés les Alanais ou Alanaises.
Le patrimoine architectural de la commune comprend trois  immeubles protégés au titre des monuments historiques : une maison, classée en 1912, une maison, inscrite en 1926, et une maison, inscrite en 1987.

## Géographie

### Localisation
La commune d'Alan se trouve dans le département de la Haute-Garonne, en région Occitanie.
Cette ancienne bastide est située dans le sud de la Haute-Garonne, en Comminges Rivière-Verdun.
Sur le plan historique et culturel, Alan fait partie du pays de Comminges, correspondant à l’ancien comté de Comminges, circonscription de la province de Gascogne située sur les départements actuels du Gers, de la Haute-Garonne, des Hautes-Pyrénées et de l'Ariège.
Elle se situe à 58 km à vol d'oiseau de Toulouse, préfecture du département, à 22 km de Saint-Gaudens, sous-préfecture, et à 12 km de Cazères, bureau centralisateur du canton de Cazères dont dépend la commune depuis 2015 pour les élections départementales.
La commune fait en outre partie du bassin de vie de Martres-Tolosane.
Les communes les plus proches sont : 
Bachas (1,7 km), Terrebasse (2,2 km), Montoulieu-Saint-Bernard (2,6 km), Marignac-Laspeyres (2,6 km), Benque (3,8 km), Samouillan (3,9 km), Francon (4,4 km), Boussan (4,4 km).
| Benque                   | Bachas     | Terrebasse         |
| Montoulieu-Saint-Bernard | Alan       | Marignac-Laspeyres |
| Aurignac                 | Le Fréchet |                    |

### Géologie et relief
La superficie de la commune est de 1 129 hectares ; son altitude varie de 271  à   520 mètres.

### Hydrographie

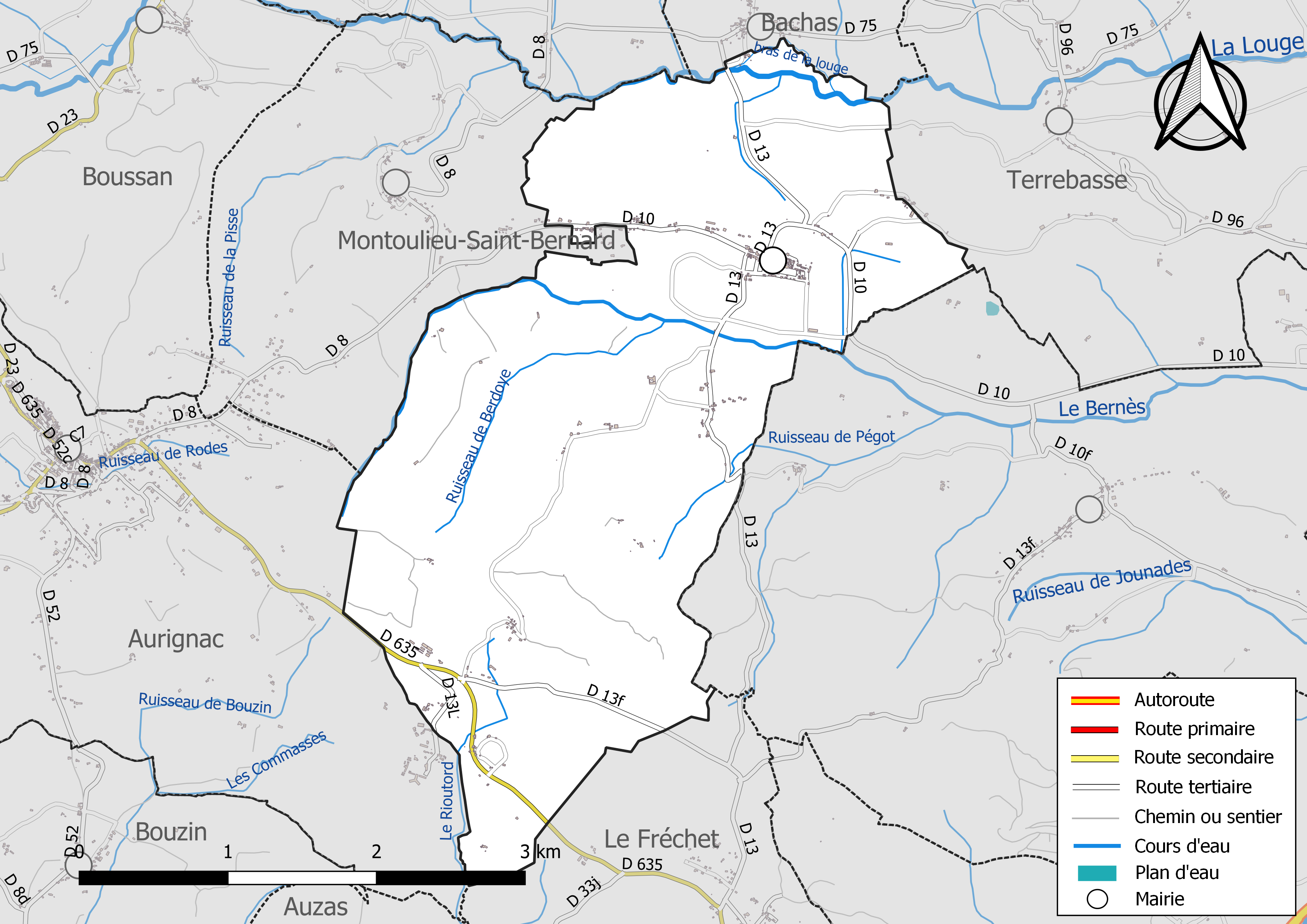
Réseaux hydrographique et routier d'Alan.

La commune est dans le bassin versant de la Garonne, au sein du bassin hydrographique Adour-Garonne. Elle est drainée par la Louge, le Bernès, le Rioutord, le ruisseau de Berdoye, le ruisseau de Coulomme, le ruisseau de Pégot et par deux petits cours d'eau, constituant un réseau hydrographique de 11 km de longueur totale,.
La Louge, d'une longueur totale de 100 km, prend sa source dans la commune de Villeneuve-Lécussan et s'écoule du sud-ouest vers le nord-est. Elle traverse la commune et se jette dans la Garonne à Muret, après avoir traversé 34 communes.
Le Bernès, d'une longueur totale de 18,3 km, prend sa source dans la commune d'Aurignac et s'écoule d'ouest en est. Il traverse la commune et se jette dans la Garonne à Cazères, après avoir traversé 9 communes.

### Climat
Pour des articles plus généraux, voir Climat de l'Occitanie et Climat de la Haute-Garonne.
En 2010, le climat de la commune est de type climat océanique altéré, selon une étude s'appuyant sur une série de données couvrant la période 1971-2000. En 2020, Météo-France publie une typologie des climats de la France métropolitaine dans laquelle la commune est toujours exposée à un climat océanique altéré et est dans la région climatique Aquitaine, Gascogne, caractérisée par une pluviométrie abondante au printemps, modérée en automne, un faible ensoleillement au printemps, un été chaud (19,5 °C), des vents faibles, des brouillards fréquents en automne et en hiver et des orages fréquents en été (15 à 20 jours).
Pour la période 1971-2000, la température annuelle moyenne est de 12,5 °C, avec une amplitude thermique annuelle de 14,9 °C. Le cumul annuel moyen de précipitations est de 877 mm, avec 9,4 jours de précipitations en janvier et 6,5 jours en juillet. Pour la période 1991-2020, la température moyenne annuelle observée sur la station météorologique la plus proche, située sur la commune de Palaminy à 11 km à vol d'oiseau, est de 13,2 °C et le cumul annuel moyen de précipitations est de 715,2 mm,. Pour l'avenir, les paramètres climatiques de la commune estimés pour 2050 selon différents scénarios d’émission de gaz à effet de serre sont consultables sur un site dédié publié par Météo-France en novembre 2022.

### Milieux naturels et biodiversité

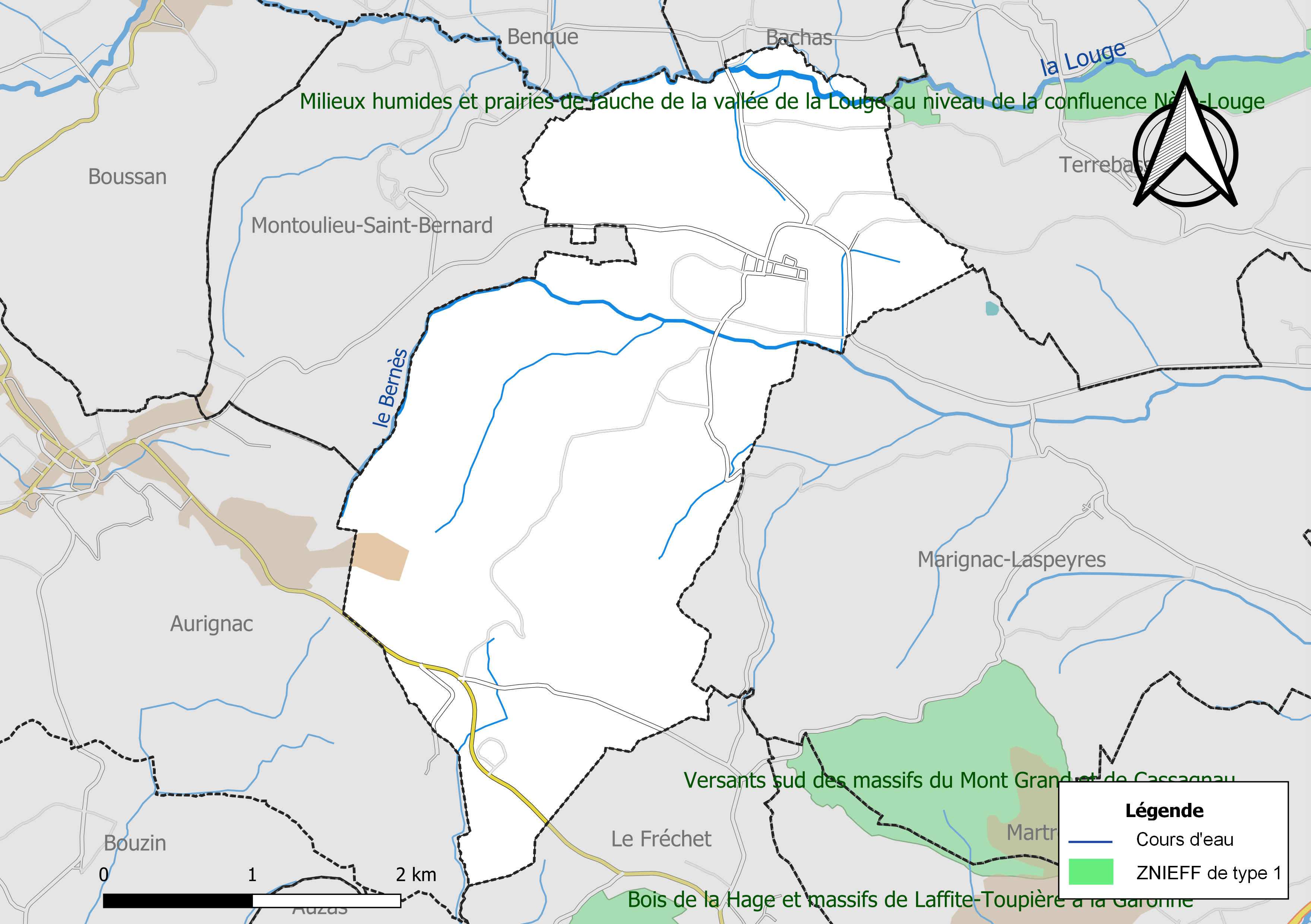
Carte de la ZNIEFF de type 1 localisée sur la commune.

L’inventaire des zones naturelles d'intérêt écologique, faunistique et floristique (ZNIEFF) a pour objectif de réaliser une couverture des zones les plus intéressantes sur le plan écologique, essentiellement dans la perspective d’améliorer la connaissance du patrimoine naturel national et de fournir aux différents décideurs un outil d’aide à la prise en compte de l’environnement dans l’aménagement du territoire.
Une ZNIEFF de type 1 est recensée sur la commune :
les « milieux humides et prairies de fauche de la vallée de la Louge au niveau de la confluence Nère-Louge » (305 ha), couvrant 8 communes du département et une ZNIEFF de type 2, : 
les « Petites Pyrénées en rive gauche de la Garonne » (3 525 ha), couvrant 12 communes du département.

## Urbanisme

### Typologie
Au 1er janvier 2024, Alan est catégorisée commune rurale à habitat dispersé, selon la nouvelle grille communale de densité à sept niveaux définie par l'Insee en 2022.
Elle est située hors unité urbaine et hors attraction des villes,.

### Occupation des sols

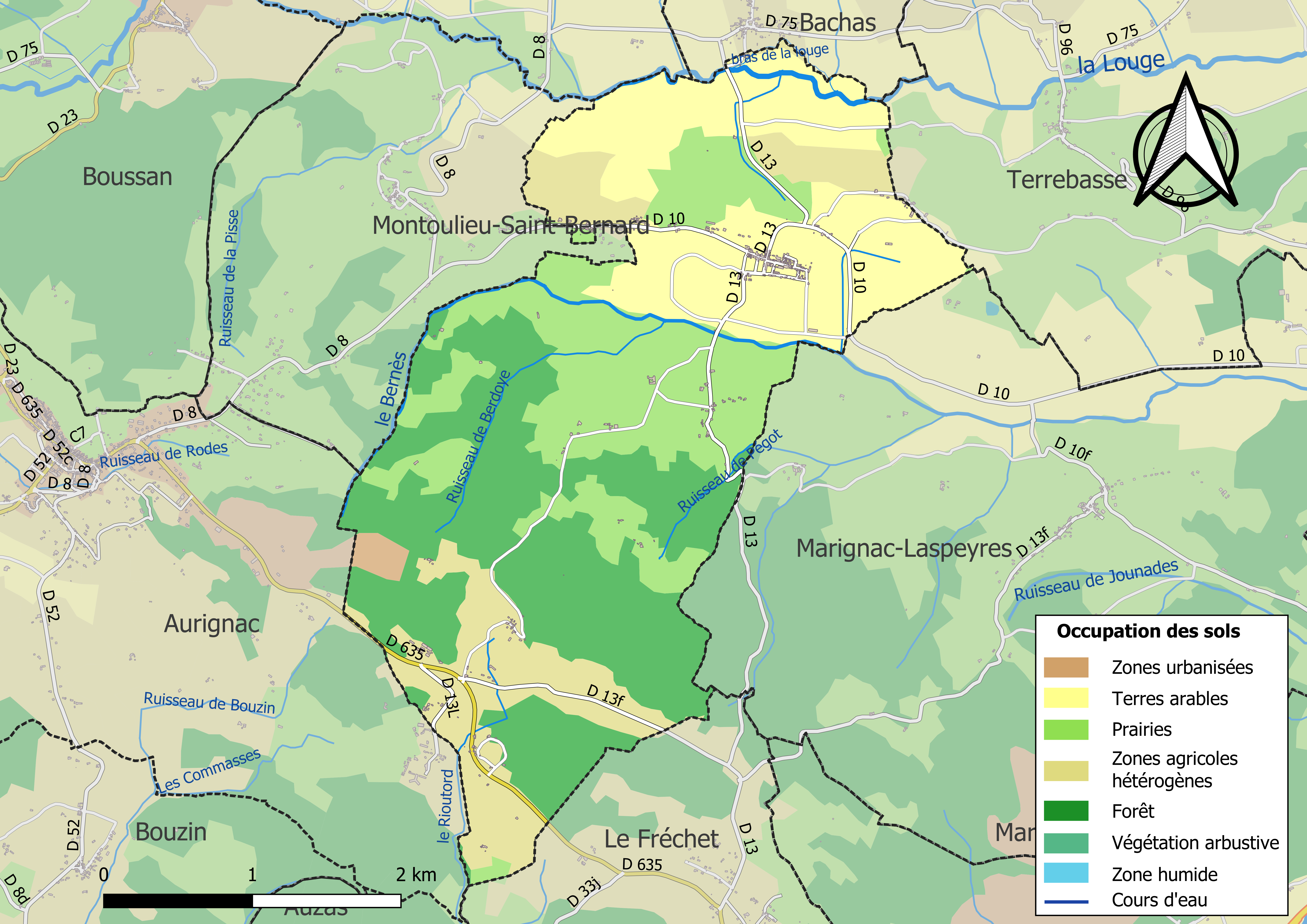
Carte des infrastructures et de l'occupation des sols de la commune en 2018 (CLC).

L'occupation des sols de la commune, telle qu'elle ressort de la base de données européenne d’occupation biophysique des sols Corine Land Cover (CLC), est marquée par l'importance des territoires agricoles (66,8 % en 2018), une proportion identique à celle de 1990 (66,8 %). La répartition détaillée en 2018 est la suivante : 
forêts (32,3 %), prairies (25,4 %), terres arables (24,7 %), zones agricoles hétérogènes (16,7 %), mines, décharges et chantiers (0,9 %). L'évolution de l’occupation des sols de la commune et de ses infrastructures peut être observée sur les différentes représentations cartographiques du territoire : la carte de Cassini (XVIIIe siècle), la carte d'état-major (1820-1866) et les cartes ou photos aériennes de l'IGN pour la période actuelle (1950 à aujourd'hui).

### Voies de communication et transports
La commune est desservie par la ligne 391 du réseau Arc-en-Ciel et les lignes intermodales d'Occitanie.

### Risques majeurs
Le territoire de la commune d'Alan est vulnérable à différents aléas naturels : météorologiques (tempête, orage, neige, grand froid, canicule ou sécheresse), inondations, feux de forêts et séisme (sismicité faible). Un site publié par le BRGM permet d'évaluer simplement et rapidement les risques d'un bien localisé soit par son adresse soit par le numéro de sa parcelle.
Certaines parties du territoire communal sont susceptibles d’être affectées par le risque d’inondation par débordement de cours d'eau, notamment le Bernès. La commune a été reconnue en état de catastrophe naturelle au titre des dommages causés par les inondations et coulées de boue survenues en 1982, 1999, 2009 et 2021,.
Un plan départemental de protection des forêts contre les incendies a été approuvé par arrêté préfectoral du 25 septembre 2006. Alan est exposée au risque de feu de forêt du fait de la présence sur son territoire du massif des Petites Pyrénées. Il est ainsi défendu aux propriétaires de la commune et à leurs ayants droit de porter ou d’allumer du feu dans l'intérieur et à une distance de 200 mètres des bois, forêts, plantations, reboisements ainsi que des landes. L’écobuage est également interdit, ainsi que les feux de type méchouis et barbecues, à l’exception de ceux prévus dans des installations fixes (non situées sous couvert d'arbres) constituant une dépendance d'habitation,.

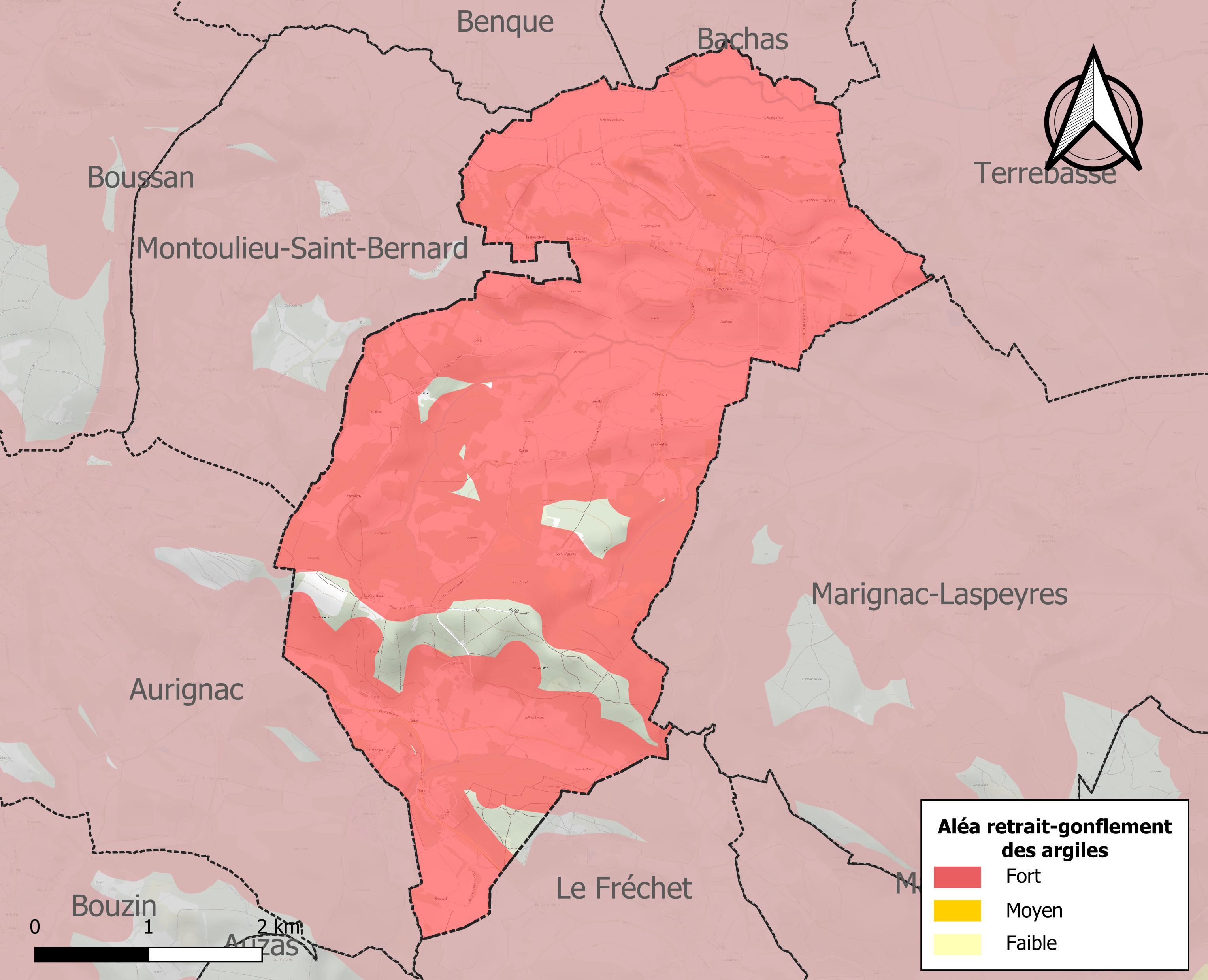
Carte des zones d'aléa retrait-gonflement des sols argileux d'Alan.

Le retrait-gonflement des sols argileux est susceptible d'engendrer des dommages importants aux bâtiments en cas d’alternance de périodes de sécheresse et de pluie. 92,3 % de la superficie communale est en aléa moyen ou fort (88,8 % au niveau départemental et 48,5 % au niveau national). Sur les 188 bâtiments dénombrés sur la commune en 2019, 187 sont en aléa moyen ou fort, soit 99 %, à comparer aux 98 % au niveau départemental et 54 % au niveau national. Une cartographie de l'exposition du territoire national au retrait gonflement des sols argileux est disponible sur le site du BRGM,.
Par ailleurs, afin de mieux appréhender le risque d’affaissement de terrain, l'inventaire national des cavités souterraines permet de localiser celles situées sur la commune.
Concernant les mouvements de terrains, la commune a été reconnue en état de catastrophe naturelle au titre des dommages causés par la sécheresse en 1989, 1994, 2003 et 2017 et par des mouvements de terrain en 1999.

## Toponymie
Peut-être du nom des Alains, en latin Alani, peuple nomade venu du Caucase et dont des groupes s'installèrent en Gaule au Ve siècle, dans la région d'Orléans surtout, mais aussi quelques autres.
On peut noter aussi le mot gascon alan : « gros chien, dogue ». Le Comminges fait partie des régions de parlers gascons.

## Histoire
Les premières traces d'occupation humaine consistent en des outils de quartzite de la vallée de la Garonne découverts en surface hors contexte archéologique. Ces hachereaux datent du paléolithique moyen et sont l'œuvre de l'homme de Néandertal.
Plusieurs gîtes à silex sont répertoriés sur la commune. Le plus grand occupe une surface de plus de quatre hectares et présente de nombreux ateliers.
C'est un gîte du versant nord de l'anticlinal d'Aurignac livrant des silifications continentales (silex du calcaire lithographique).
La fondation du village date vraisemblablement de la période gallo-romaine. On a en effet retrouvé à Montoulieu, près d'Alan, une villa gallo-romaine.
Au XIe siècle, Alan est une sauveté, c’est-à-dire une cité créée par les ecclésiastiques dans un but économique. Il s'agissait de regrouper et de fixer tous les paysans errants, ainsi que les vagabonds, d'y établir une communauté agricole en mettant en valeur les terres et d'y permettre la sauvegarde des libertés.
Au XIIIe siècle (1272), la sauveté est remaniée en bastide par Eustache de Beaumarchais. Elle est pourvue de coutumes par l'évêque de Comminges Bertrand de Miramont (1282-1285). Cette transformation permet la construction d'un village fortifié destiné à favoriser le peuplement. Les évêques, quant à eux, résident à Alan l'hiver, dans le palais. Ils régissent la vie de la bastide jusqu'à la Révolution.
Dans la seconde moitié du XVe siècle, l'un d'entre eux, ayant un goût prononcé pour les belles choses, y apporte quelques modifications. Il fait bâtir la tour d'angle et son grand escalier, ainsi que la porte en ogive du tympan de la vache. D'autres évêques y ajoutent encore leur touche personnelle.
Les évêques ne se soucient pas uniquement de l'esthétisme du village ; ils se préoccupent aussi du sort et de la santé de ses habitants, le plus souvent bien isolés. Ainsi au XVIIIe siècle, l'évêque Olivier-Gabriel de Lubières du Bouchet décide de fonder avec ses propres ressources un hôpital près de la chapelle Notre-Dame-de-Lorette, lieu de fréquents pèlerinages et offrandes.
On peut se demander pourquoi ce sont les évêques qui régissent Alan. Une hypothèse qui, faute de documents, ne peut être attestée, dit que le seigneur d'Alan serait mort à la bataille de Muret en 1213, alors qu'il combattait aux côtés de Pierre II d'Aragon. Dès lors, la seigneurie laissée vacante aurait été confiée aux évêques de Comminges. 

Il est aussi possible qu'il n'y ait pas eu de seigneur, les sauvetés étant des lieux investis par les religieux dans le but de prospérer et d'apporter la foi chrétienne. Certes les paysans versent l'impôt aux prélats, mais ils sont libres d'aller vivre où ils veulent, il n'y a pas de féodalité.
Des toponymes pré-celtiques et de vestiges gallo-romains attestent l'ancienneté de l'occupation humaine. Un autel votif dédié à la déesse topique Laha porte ainsi la dédicace en latin du pérégrin Severinus. Un premier village se serait développé autour du lieu-dit Saint-Pé. Au début du XIIe siècle la terre d'Alan appartient à l'évêque de Comminges et à Fortanier, seigneur de Benque. Elle est donnée par une charte aux Hospitaliers de Saint Jean-de-Jérusalem pour fonder une sauveté peut-être dans la partie méridionale en friche. Aucun vestige ne subsiste, et seule l'autorité de Gualtérius de Alano est ensuite mentionnée. La seigneurie laïque devient influente au XIIe siècle avec ses descendants. En 1270, une bastide est fondée en paréage par l'évêque de Comminges Bertrand de Miremont et le roi Phillippe III le Hardi. Le pouvoir des maisons comtales s'affaiblit après la croisade des Albigeois et une cour royale appelée « Jugerie de Rivière » est créée. La communauté en dépend, dotée d'une charte des coutumes en 1272. Le territoire passe ensuite sous la domination temporelle des évêques. Bertrand de Got, futur pape Clément V, est le premier à y résider en partie.
Les troubles engendrés par la guerre de Cent Ans, les guerres féodales ne prennent fin qu'en 1490 avec l'annexion du comté de Comminges à la couronne. Une période de prospérité et d'extension commence, sous la direction des ecclésiastiques. Alan affirme son rôle de petite capitale spirituelle tandis qu'Aurignac représente le pouvoir politique. La Révolution met un terme à ce fonctionnement. À partir de 1881, la commune est marquée par l'exode rural. L'activité économique repose essentiellement sur l'agriculture et l'artisanat. L'exploitation des gisements de gaz de Latoue et d'Aulon apporte un nouvel espoir après la Seconde Guerre mondiale, mais la population continue de décroître. Depuis les années 1990, la proximité de la métropole toulousaine et l'intérêt suscité par le patrimoine architectural d'Alan attirent de nouveaux habitants et offrent de nouvelles perspectives.

## Politique et administration

### Administration municipale
Le nombre d'habitants au recensement de 2017 étant compris entre 100 et 499, le nombre de membres du conseil municipal pour l'élection de 2020 est de onze,.
Jean-Luc Guilhot démissionne en mai 2018. Il avait démissionné de la présidence de la communauté de communes des terres d'Aurignac en 2015 sous la pression d'élus et d'une association de contribuables pour la gestion douteuse de cette intercommunalité.

### Rattachements administratifs et électoraux
Commune faisant partie de la huitième circonscription de la Haute-Garonne, de la communauté de communes Cœur et Coteaux de Comminges et du canton de Cazères (avant le redécoupage départemental de 2014, Alan faisait partie de l'ex-canton d'Aurignac et avant le 1er janvier 2017, de la communauté de communes des Terres d'Aurignac).

### Liste des maires
| Période                                  | Période                   | Identité                           | Étiquette | Qualité                                                                                    |
| ---------------------------------------- | ------------------------- | ---------------------------------- | --------- | ------------------------------------------------------------------------------------------ |
| 1800                                     | 1807                      | Jean François Goutelongue          |           | (père) - Ancien Commissaire du Directoire relatif à l'Administration du canton d'Aurignac. |
| 1807                                     | 1810                      | François Goutelongue               |           | (fils)                                                                                     |
| 1810                                     | 1812                      | Jean François Goutelongue          |           | (père)                                                                                     |
| 1821                                     | 1826                      | Montoussé                          |           |                                                                                            |
| 1826                                     | 1830                      | Broquère                           |           |                                                                                            |
| 1830                                     | 1831                      | Jean-Baptiste Cassagne             |           |                                                                                            |
| 1831                                     | 1832                      | Corregis                           |           |                                                                                            |
| 1832                                     | 1835                      | Montoussé                          |           |                                                                                            |
| 1835                                     | 1841                      | Izard                              |           |                                                                                            |
| 1841                                     | 1847                      | Jules Caussade                     |           |                                                                                            |
| 1847                                     | 1848                      | Isidore Cartier                    |           |                                                                                            |
| 1848                                     | 1852                      | Jean Marie Debernat                |           | Commissaire de la municipalité provisoire d'Alan puis maire                                |
| Mars 1852                                | Octobre 1852              | Hippolyte Boudet                   |           |                                                                                            |
| 1852                                     | 1870                      | François Marie Achille Goutelongue |           | (Petit-fils)                                                                               |
| 1870                                     | 1871                      | Edouard Cassagne                   |           |                                                                                            |
| 1871                                     | 1888                      | François Marie Achille Goutelongue |           |                                                                                            |
| 1888                                     | 1895                      | Henri Barousse                     |           |                                                                                            |
| 1895                                     | 1902                      | Jean Bertrand Daure                |           |                                                                                            |
| avant 1913                               |                           | M. Daure                           |           | Président de l'Association des maires de France                                            |
|                                          |                           |                                    |           |                                                                                            |
| avant 1981                               | ?                         | André Guilhot                      | DVG       |                                                                                            |
| juin 1995                                | 19 mai 2018               | Jean-Luc Guilhot                   | PS        | Exploitant agricole                                                                        |
| mai 2018                                 | annulation de l'élection, | Jean-Luc Soudais                   |           |                                                                                            |
| janvier 2019                             | 2020                      | Jean-Luc Soudais                   |           |                                                                                            |
| 2020                                     | En cours                  | Francis Beausor                    |           | Chef d’entreprise                                                                          |
| Les données manquantes sont à compléter. |                           |                                    |           |                                                                                            |

## Population et société

### Démographie

#### Évolution démographique
L'évolution du nombre d'habitants est connue à travers les recensements de la population effectués dans la commune depuis 1793. Pour les communes de moins de 10 000 habitants, une enquête de recensement portant sur toute la population est réalisée tous les cinq ans, les populations de référence des années intermédiaires étant quant à elles estimées par interpolation ou extrapolation. Pour la commune, le premier recensement exhaustif entrant dans le cadre du nouveau dispositif a été réalisé en 2008.

En 2022, la commune comptait 289 habitants, en évolution de −8,25 % par rapport à 2016 (Haute-Garonne : +8,02 %, France hors Mayotte : +2,11 %).
| 1793 | 1800 | 1806  | 1821  | 1831  | 1836  | 1841  | 1846  | 1851  |
| ---- | ---- | ----- | ----- | ----- | ----- | ----- | ----- | ----- |
| 898  | 986  | 1 101 | 1 082 | 1 093 | 1 090 | 1 115 | 1 161 | 1 004 |

| 1856  | 1861 | 1866 | 1872 | 1876 | 1881 | 1886 | 1891 | 1896 |
| ----- | ---- | ---- | ---- | ---- | ---- | ---- | ---- | ---- |
| 1 007 | 887  | 903  | 912  | 907  | 902  | 903  | 802  | 813  |

| 1901 | 1906 | 1911 | 1921 | 1926 | 1931 | 1936 | 1946 | 1954 |
| ---- | ---- | ---- | ---- | ---- | ---- | ---- | ---- | ---- |
| 810  | 802  | 797  | 701  | 678  | 562  | 515  | 388  | 298  |

| 1962 | 1968 | 1975 | 1982 | 1990 | 1999 | 2006 | 2008 | 2013 |
| ---- | ---- | ---- | ---- | ---- | ---- | ---- | ---- | ---- |
| 306  | 267  | 228  | 259  | 276  | 299  | 304  | 306  | 321  |

| 2018 | 2022 | - | - | - | - | - | - | - |
| ---- | ---- | - | - | - | - | - | - | - |
| 296  | 289  | - | - | - | - | - | - | - |

#### Pyramide des âges
La population de la commune est relativement âgée.
En 2018, le taux de personnes d'un âge inférieur à 30 ans s'élève à 27,3 %, soit en dessous de la moyenne départementale (38,8 %). À l'inverse, le taux de personnes d'âge supérieur à 60 ans est de 36,1 % la même année, alors qu'il est de 21,7 % au niveau départemental.
En 2018, la commune comptait 148 hommes pour 148 femmes, soit un taux de 50 % de femmes, légèrement inférieur au taux départemental (51,27 %).
Les pyramides des âges de la commune et du département s'établissent comme suit.
| Hommes | Classe d’âge | Femmes |
| ------ | ------------ | ------ |
| 0,0    | 90 ou +      | 2,0    |
| 7,4    | 75-89 ans    | 8,8    |
| 24,3   | 60-74 ans    | 29,7   |
| 23,6   | 45-59 ans    | 16,2   |
| 16,2   | 30-44 ans    | 16,9   |
| 11,5   | 15-29 ans    | 6,8    |
| 16,9   | 0-14 ans     | 19,6   |

| Hommes | Classe d’âge | Femmes |
| ------ | ------------ | ------ |
| 0,7    | 90 ou +      | 1,6    |
| 5,8    | 75-89 ans    | 7,9    |
| 13,5   | 60-74 ans    | 14,7   |
| 19,3   | 45-59 ans    | 18,8   |
| 20,8   | 30-44 ans    | 19,9   |
| 22     | 15-29 ans    | 20,7   |
| 17,9   | 0-14 ans     | 16,4   |

### Enseignement
Alan fait partie de l'académie de Toulouse.

### Activités sportives
Chasse, pétanque.

## Économie

### Revenus
En 2018  (données Insee publiées en septembre 2021), la commune compte 125 ménages fiscaux, regroupant 285 personnes. La médiane du revenu disponible par unité de consommation est de 22 000 € (23 140 € dans le département).

### Emploi
|                | 2008  | 2013  | 2018   |
| -------------- | ----- | ----- | ------ |
| Commune        | 3,7 % | 4,3 % | 11,7 % |
| Département    | 7,7 % | 9,6 % | 9,3 %  |
| France entière | 8,3 % | 10 %  | 10 %   |

En 2018, la population âgée de 15 à 64 ans s'élève à 162 personnes, parmi lesquelles on compte 78,4 % d'actifs (66,7 % ayant un emploi et 11,7 % de chômeurs) et 21,6 % d'inactifs,. En  2018, le taux de chômage communal (au sens du recensement) des 15-64 ans est supérieur à celui du département et de la France, alors qu'en 2008 la situation était inverse.
La commune est hors attraction des villes,. Elle compte 42 emplois en 2018, contre 53 en 2013 et 55 en 2008. Le nombre d'actifs ayant un emploi résidant dans la commune est de 113, soit un indicateur de concentration d'emploi de 37,1 % et un taux d'activité parmi les 15 ans ou plus de 54,5 %.
Sur ces 113 actifs de 15 ans ou plus ayant un emploi, 17 travaillent dans la commune, soit 15 % des habitants. Pour se rendre au travail, 87,6 % des habitants utilisent un véhicule personnel ou de fonction à quatre roues, 2,7 % les transports en commun, 5,3 % s'y rendent en deux-roues, à vélo ou à pied et 4,4 % n'ont pas besoin de transport (travail au domicile).

### Activités hors agriculture
22 établissements sont implantés  à Alan au 31 décembre 2019. Le tableau ci-dessous en détaille le nombre par secteur d'activité et compare les ratios avec ceux du département,.
Le secteur de la construction est prépondérant sur la commune puisqu'il représente 22,7 % du nombre total d'établissements de la commune (5 sur les 22 entreprises implantées  à Alan), contre 12 % au niveau départemental.

### Agriculture
|               | 1988 | 2000 | 2010 | 2020 |
| ------------- | ---- | ---- | ---- | ---- |
| Exploitations | 19   | 9    | 10   | 6    |
| SAU (ha)      | 746  | 697  | 614  | 558  |

La commune est dans les « Coteaux de Gascogne », une petite région agricole occupant le centre-nord du département de la Haute-Garonne. En 2020, l'orientation technico-économique de l'agriculture  sur la commune est la polyculture et/ou le polyélevage. Six exploitations agricoles ayant leur siège dans la commune sont dénombrées lors du recensement agricole de 2020 (19 en 1988). La superficie agricole utilisée est de 558 ha,,.

## Culture locale et patrimoine

### Lieux et monuments
- Le palais des évêques du Comminges :

la « vache d'Alan », palais épiscopal.
À la fin du XVe siècle, l'évêque Jean de Foix de Grailly transforma sa demeure en un fastueux palais décoré de fresques, disparues pour la plupart ; la tour octogonale abritant un escalier à vis est un chef-d'œuvre de l'art gothique flamboyant, avec son tympan orné d'une vache monumentale sculptée. Amateur d'art, il fit aussi réaliser en 1492, par Pierre de Lanouhe, un précieux missel enluminé. Aux XVIIe et XVIIIe siècles, les évêques résidant apportèrent au palais des transformations d'embellissement au goût du jour mais à la Révolution l'édifice fut divisé et vendu comme bien national. En 1912, la célèbre vache, menacée d'exportation, fut défendue et sauvée par les habitants d'Alan. Le tympan fut classé monument historique.
Palais endormi, oublié de tous, la vaste bâtisse tomba peu à peu en ruine :
–  jusqu'en 1969, où un ténor d'opéra, Richard Gailland, avec l'aide d'amis passionnés, entreprit courageusement le sauvetage architectural du palais ;
– depuis 1998, deux artistes photographes, Yuri Lewinski et Mayotte Magnus, poursuivent la restauration avec passion et originalité pour en faire un lieu vivant et culturel.
- Hôpital Notre-Dame-de-Lorette : Notre-Dame de Lorette[45]

En 1735, Olivier-Gabriel de Lubières du Bouchet fonde l'hospice autour de la chapelle Notre-Dame-de-Lorette, bâtie au XIIe siècle en l'emplacement d'un ancien lieu de culte. Selon la tradition, des bœufs se seraient agenouillés à cet endroit, devant une vierge noire couchée dans un sillon. Une niche est alors créée pour abriter la statue. Un pèlerinage se développe après une promesse d'indulgences, qui prend de l'ampleur. Le sanctuaire devint très fréquenté, et plusieurs familles s'y marient ou s'y font enterrer. La sépulture de l'évêque, décédé le 9 septembre 1740 au château d'Alan y est déposée. Suivant ses instructions, son cœur est transféré à Saint-Bertrand-de-Comminges. Au début du XVIIIe siècle, la chapelle est peu à peu délaissée au profit de celle de Notre-Dame de Saint-Bernard, construite en 1688. Elle n'est plus qu'une annexe de l'hôpital. Le 5 juillet 1791, tous les bâtiments, dépendances et terre sont vendus.
- Église Notre-Dame-de-la-Nativité d'Alan inscrite aux monuments historiques en 1926[46].
- La source et la chapelle de Notre-Dame de Saint-Bernard, construite à la suite des apparitions mariales à Madeleine Serre en 1682[47].

### Personnalités liées à la commune
- Eustache de Beaumarchais.
- Urbain de Saint-Gelais de Lansac, évêque de Comminges, mort en 1613 à Alan.
- Louis Victorin Cassagne, général de division de la Grande Armée né en 1774 à Alan.

### Héraldique
| Blason d"Alan | Les armes d'Alan se blasonnent ainsi : D'argent aux trois cyprès de sinople, chacun surmonté d'une étoile d'azur. |

## Pour approfondir